# Диференціальний інваріант
Диференціальним інваріантом називається інваріант дії групи Лі у просторі, що включає не лише функції а і їхні похідні. Диференціальні інваріанти є фундаментальними об'єктами  для проективної диференціальної геометрії, зокрема,  кривина часто вивчається саме з цієї точки зору. Диференціальні інваріанти були вперше введені  Софусом Лі на початку 1880-ті рр. Стаття ( Lie  1884) була першою роботою з диференціальних інваріантів в якій встановлено  взаємозв'язок між диференціальними інваріантами, інваріантами диференціальних рівнянь та інваріантними диференціальними операторами.
Диференціальні інваріанти контрастують з геометричними інваріантами. У той час як диференціальні інваріанти можуть включати визначений вибір незалежних змінних (або параметризацію), геометричні інваріанти цього не потребують. Метод рухомих кадрів, який є вдосконаленням методу рухомих кадрів Елі Картанa, надає кілька нових потужних інструментів для знаходження та класифікації еквівалентності та симетрії властивостей підманіфолдів, диференціальних інваріантів та їх синьоз. Хоча метод рухомих кадрів є менш загальним, ніж методи Лі диференціальних інваріантів, він завжди дає інваріанти геометричного типу .

## Означення
Найпростіший випадок — це диференціальні інваріанти для однієї незалежної змінної x  та однієї залежної змінної y . Нехай  G  — група Лі, що діє на R2. Тоді  G  також діє локально на просторі усіх графіків вигляду y = ƒ(x). Грубо кажучи, диференціальний інваріант  k -го порядку є функцією
{\displaystyle I\left(x,y,{\frac {dy}{dx}},\dots ,{\frac {d^{k}y}{dx^{k}}}\right)}
залежною від  y  та її  k -х похідних відносно  x , і яка є інваріантом відносно дії групи.
Група може діяти на похідні вищого порядку нетривіально, що вимагає обчислення  продовження  дії групи. Дія  G  на першу похідну, наприклад, є такою: якщо
{\displaystyle ({\overline {x}},{\overline {y}})=g\cdot (x,y),}
тоді
{\displaystyle g\cdot \left(x,y,{\frac {dy}{dx}}\right){\stackrel {\text{def}}{=}}\left({\overline {x}},{\overline {y}},{\frac {d{\overline {y}}}{d{\overline {x}}}}\right).}
Подібні міркування застосовуються для обчислення вищих продовжень. Однак цей метод обчислення продовження дії непрактичний, і набагато простіше працювати на рівні алгебри Лі та похідної Лі вздовж дії  G .